# Musa al-Sadr
Musa al-Sadr (in arabo موسى الصدر‎?, Mūsā al-Ṣadr, in persiano موسی صدر‎, Mūsā-é Ṣadr; Qom, 4 giugno 1928 – Tripoli, 31 agosto 1978) è stato un religioso, politico rivoluzionario libanese sciita. Ha fondato e fatto rivivere molte organizzazioni sciite libanesi, tra cui scuole, enti di beneficenza e il Movimento Amal..
Nato nel giugno 1928 nel quartiere Chaharmardan di Qom, in Iran, da padre iraniano-libanese e madre libanese, ha frequentato sia il seminario che gli studi secolari in Iran. Appartiene alla famiglia Al-Sadr di Jabal Amel in Libano, un ramo della famiglia Musawi che affonda le sue radici in Musa Ibn Jaafar, il settimo imam sciita. Pertanto, Musa al-Sadr è spesso chiamato con il titolo onorifico di Sayyid. Lasciò Qom per Najaf per studiare teologia e tornò in Iran dopo il colpo di stato iracheno del 1958.
Alcuni anni dopo, al-Sadr si recò a Tiro, in Libano, come emissario degli ayatollah Borujerdi e Hakim. Da Tiro pubblicò il periodico Maktabi Islam. Fouad Ajami lo definì una "figura imponente nel pensiero e nella prassi politica sciita moderna". Era noto per aver dato alla popolazione sciita del Libano "un senso di comunità".
Il 25 agosto 1978, Sadr e due compagni, lo sceicco Mohamad Yaacoub e Abbas Bader el-Dine, partirono per la Libia per incontrare i funzionari del governo su invito di Muammar Gheddafi. I tre furono visti l'ultima volta il 31 agosto. Non si seppe più nulla di loro. Esistono molte teorie sulle circostanze della scomparsa di al-Sadr, nessuna delle quali è stata provata. La sua ubicazione rimane sconosciuta fino ad oggi.

## Biografia
Mūsā al-Ṣadr nacque nella città di Qom, in Iran, il 15 aprile 1928 da una famiglia di esponenti religiosi sciiti provenienti dalla regione sciita del Jabal Āmil, nel sud del Libano. Suo padre era l'imam Ṣadr al-Dīn al-Ṣadr (in arabo صدر الدين الصدر‎?), sua madre una figlia dell'ayatollah Hussein Tabatabaei Qomi, un leader religioso iraniano.
Frequentò la scuola elementare Hayat a Qom, quindi iniziò la sua educazione ufficiale in seminario nel 1941. I suoi insegnanti lo consideravano un "apprendista veloce e notevolmente ben informato per la sua giovane età". Dopo un po' cominciò ad insegnare ad altri studenti dei corsi di "livello inferiore". Ciò coincise con la "liberalizzazione della politica iraniana", il clima politico del suo tempo era laico, così che la maggior parte degli studiosi religiosi "si sentiva politicamente e socialmente emarginata". 

### In Iraq
Si trasferì a Teheran, dove nel 1956 conseguì una laurea in giurisprudenza islamica (shari'a) e scienze politiche presso l'Università di Teheran e imparò un po' di inglese e francese. Tornò poi a Qom per studiare teologia e filosofia islamica sotto Allamah Muhammad Husayn Tabatabai (in persiano محسن الحكيم الطباطبا‎) e, dopo la morte del padre nel 1953, si recò a Najaf in Iraq per studiare teologia sotto la guida ayatollah Muhsin al-Hakim (in arabo أبو القاسم الخؤي‎?) e di Abū al-Qāsim al-Khuʾī (in arabo أبو القاسم الخؤي‎?), prima di insediarsi a Tiro, in Libano, nel 1960.

### Ritorno in Iran

Manifesto del gruppo Amal con l'immagine di Mūsā al-Ṣadr. La scritta in arabo significa "Guida (imam) della nazione e della resistenza".

Dopo il colpo di stato iracheno del 1958 e il rovesciamento della monarchia in Iraq, al-Sadr tornò in Iran. Lì, accettò la richiesta di Ali Davani, che era stato inviato dall'ayatollah Shariatmadari, e divenne editore di Darsha'i az maktab-e Islam, noto anche come Maktab-e Eslam, una rivista pubblicata dall'Hawza di Qom e sostenuta dall'ayatollah Broujerdi. Iniziò a contribuire con il terzo numero, concentrandosi sull'economia islamica. I suoi articoli in questo campo sono stati poi pubblicati in un libro. Ben presto divenne il "caporedattore de facto" della rivista che Lasciò nel dicembre 1959 insieme ad alcuni dei suoi fondatori originali.
Musa al-Sadr prese anche parte all'ideazione di un nuovo schema per Hawza chiamato "Piano preliminare per la riforma dell'Hawza" (persiano: طرح مقدّماتی اصلاح حوزه), che fu poi ritirato, in collaborazione con Mohammad Beheshti. Nel 1959, Sadr fondò una scuola superiore privata che forniva un'alternativa al sistema educativo statale per i "genitori attenti". 

### In Libano

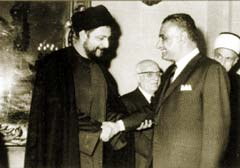
Musa Sadr insieme a Gamal Abdel Nasser nel 1960.

Musa al-Sadr rifiutò la richiesta dell'ayatollah Broujerdi di recarsi in Italia come suo rappresentante e lasciò invece Qom per Najaf. Lì l'ayatollah Muhsin al-Hakim lo esortò ad accettare l'invito del loro parente Sayed Jafar Sharafeddin a diventare la figura sciita di spicco nella città portuale di Tiro, nel sud del Libano, succedendo al padre di Jafar, Abdul Hussein Sharif Al Din, morto nel 1957.
Lasciò Najaf per Tiro alla fine del 1959, come "emissario" dell'ayatollah Broujerdi e dell'ayatollah Hakim. Su richiesta di alcuni religiosi, in seguito ha fatto diversi viaggi in Iran tenendo diverse conferenze come "L'Islam è una religione di vita" e "Il mondo è pronto ad accettare la chiamata dell'Islam". Quest'ultimo includeva la presentazione delle sue esperienze in Libano e l'enfasi sulla necessità di lavorare "per il miglioramento dei musulmani".
Nel 1967, l'Imam al-Sadr si recò in Africa occidentale per conoscere la comunità libanese e ispezionare i suoi affari e lavorò per collegarli alla loro patria. Incontrò anche il presidente ivoriano Félix Houphouët-Boigny e il presidente senegalese Léopold Sédar Senghor e fornì un'assistenza simbolica agli orfani in Senegal. Senghor elogiò il gesto dell'Imam, sottolineando che stava seguendo con grande interesse le sue attività.
Al-Sadr, ormai noto come Imam Musa, divenne rapidamente uno dei più importanti sostenitori della popolazione sciita del Libano, un gruppo che era svantaggiato sia economicamente che politicamente. "[Al-Sadr] ha lavorato instancabilmente per migliorare la sorte della sua comunità, per dar loro voce, per proteggerla dalle devastazioni della guerra e dai conflitti intercomunitari", ha detto Vali Nasr. Sadr impressionò il popolo libanese "fornendo assistenza pratica", indipendentemente dalla loro setta. Era visto come un moderato: chiedeva che i cristiani maroniti rinunciassero a parte del loro potere, ma perseguiva l'ecumenismo e le relazioni pacifiche tra i gruppi.
Nel 1969, l'Imam Musa fu nominato primo capo del Consiglio Supremo Islamico Sciita (SISC) in Libano, (in arabo: المجلس الإسلامي الشيعي الأعلى), un'entità destinata a dare agli sciiti più voce in capitolo nel governo. Per i successivi quattro anni, al-Sadr si impegnò con la leadership degli alawiti siriani nel tentativo di unificare il loro potere politico con quello degli sciiti duodecimani. Anche se controverso, il riconoscimento degli 'Alawī come correligionari sciiti avvenne nel luglio 1973, quando lui e la leadership religiosa degli 'Alawī nominarono con successo un 'Alawī come mufti ufficiale della comunità duodecimana.

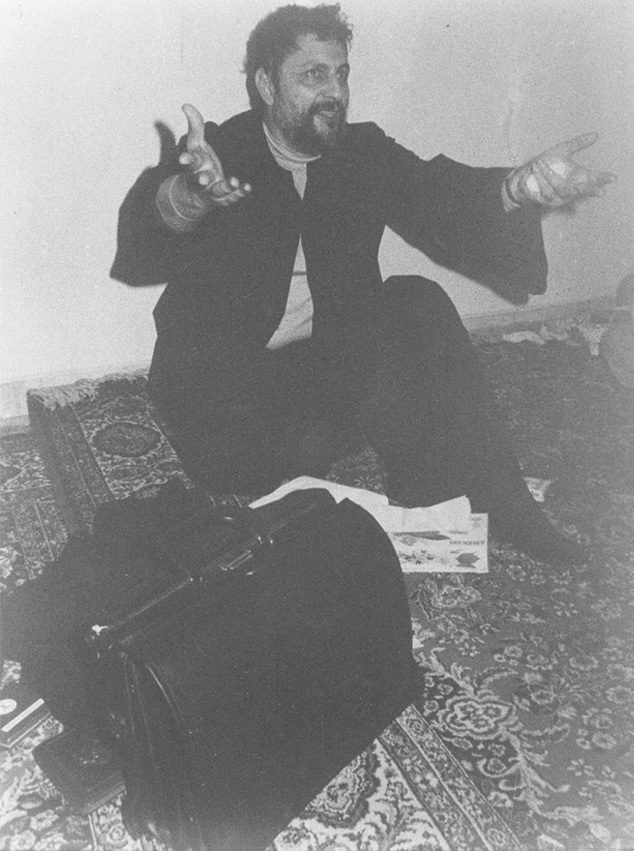
Tre giorni di sciopero della fame di Musa Sadr nella moschea Safa di Beirut per protestare contro la guerra civile libanese

Fece rivivere l'ente di beneficenza Jami'at al-Birr wal-Ihsan, fondato da S. Salih b. Muhammad Sharafeddin e raccolse fondi per l'Istituto Sociale (al-Mu'assasa al-Ijtima'iyya), un orfanotrofio a Tiro. Nel 1963, Sadr fondò una scuola di cucito e un asilo nido chiamato "La Casa delle Ragazze" (Bayt al-Fatat). Lo stesso anno fondò l'Istituto di Studi Islamici (Ma'had al-Dirasat al-Islamiyya). Nel 1964, Sadr fondò l'Istituto Tecnico Burj al-Shimali, il cui finanziamento fu fornito da benefattori sciiti, prestiti bancari e dal Ministero dell'Istruzione libanese. Nel 1974 fondò, con Hussein el-Husseini, il Movimento dei Diseredati (in arabo: حركة المحرومين) per fare pressione per migliori condizioni economiche e sociali per gli sciiti. Fondarono un certo numero di scuole e cliniche mediche in tutto il Libano meridionale, molte delle quali sono ancora in funzione oggi. Sadr tentò di prevenire la discesa nella violenza che alla fine portò alla guerra civile libanese iniziando un digiuno in una moschea di Beirut. Lì fu visitato da libanesi di tutte le fazioni, sia musulmani che cristiani. Anche Yasser Arafat e il ministro degli Esteri siriano Abd al-Halim Khaddam lo andarono a trovare. La formazione di un gabinetto di unità nazionale risultò dall'incontro e il tentativo di al-Sadr di stabilire la pace fu un successo temporaneo.
Durante la guerra, si allineò con il Movimento Nazionale Libanese e il Movimento dei Diseredati e in collaborazione con Mostafa Chamran sviluppò un'ala armata nota come Afwāj al-Muqāwamat al-Lubnāniyyah (in arabo: أفواج المقاومة اللبنانية), meglio conosciuta come Amal (in arabo: أمل che significa "speranza")  che riuniva giovani e generazioni istruite di famiglie Husaynis e Mousawis. Gli sciiti erano l'unica grande comunità senza un gruppo di milizie nella terra delle milizie; Amal è stata creata da Al-Sadr per proteggere i diritti e gli interessi sciiti.
Tuttavia, nel 1976, ritirò il suo sostegno dopo l'invasione siriana contro le milizie palestinesi e di sinistra. Collaborò anche attivamente con Mostafa Chamran, Sadegh Ghotbzadeh e altri attivisti islamici iraniani durante la guerra civile. Sadr e Chamran ebbero un ruolo importante nella rivoluzione islamica dell'Iran. Erano coinvolti nelle proteste contro lo Scià fuori dall'Iran. Secondo il vice di Amal, Ali Kharis, "Musa Sadr e Chamran sono stati la spina dorsale della rivoluzione iraniana e non si può parlare della rivoluzione iraniana senza menzionare queste due persone".
Inoltre, Sadr fu determinante nello sviluppo dei legami tra Hafez al-Assad, allora presidente siriano, e gli oppositori di Mohammad Reza Pahlavi, scià dell'Iran.

### Scomparsa
Il 25 agosto 1978, Sadr e due compagni, lo sceicco Mohamad Yaacoub e il giornalista Abbas Bader el-Dine, partirono per la Libia per incontrare funzionari governativi su invito di Muammar Gheddafi. I tre furono stati visti l'ultima volta il 31 agosto, poi non si seppe più nulla di loro. 
È opinione diffusa, almeno tra i musulmani sciiti libanesi, che Gheddafi abbia ordinato l'uccisione di Sadr, ma esistono anche motivazioni diverse. La Libia ha sempre negato la responsabilità, sostenendo che Sadr e i suoi compagni avevano lasciato la Libia per l'Italia. Tuttavia, i sostenitori del religioso scomparso sottolinearono che il bagaglio di Sadr era stato trovato in un hotel di Tripoli e non c'erano prove del suo arrivo a Roma. Le compagnie aeree non poterono confermare che Sadr avesse mai volato in Italia dalla Libia. 
Secondo il controverso giornalista Amir Taheri, Gheddafi ordinò la morte di Sadr per errore. Come racconta nel suo libro Holy Terror: The inside story of Islamic Terrorism, "agitando il pugno per la rabbia, Gheddafi pronunciò la parola araba 'Khalas!'". Taheri continua affermando che in questo contesto Gheddafi avrebbe voluto dire "Ho chiuso con lui!", ma il capitano Saad lo aveva interpretato come "Eliminalo!". Secondo Taheri, il capitano Saad avrebbe portato Sadr e i suoi compagni al poligono di tiro di Janzur, nove chilometri a ovest di Tripoli, e li avrebbe uccisi. Dopo aver appreso la notizia, Gheddafi era "sorpreso e arrabbiato". Il capo della sicurezza di Gheddafi, il generale Mustafa Kharoubi, ordinò poi "a tre dei suoi agenti di vestirsi da mullah e di prendere il volo Alitalia 881 del 31 agosto per Roma, usando i passaporti di Sadr e dei suoi due compagni". 
Il figlio di Sadr affermò che era rinchiuso segretamente in carcere in Libia, senza però fornire prove. Il presidente del parlamento libanese Nabih Berri sostenne che il regime libico, e in particolare il leader libico, era responsabile della scomparsa dell'imam Musa Sadr, come riportò il 27 agosto 2006 Asharq Al-Awsat, un quotidiano panarabo gestito dai sauditi, con sede a Londra. 
Secondo il generale iraniano Mansour Qadar, il capo della sicurezza siriana, Rifaat al-Assad, disse all'ambasciatore iraniano in Siria che Gheddafi aveva pianificato di uccidere Sadr. Il 27 agosto 2008, Gheddafi fu incriminato dal governo libanese per la scomparsa di Sadr. Dopo la caduta del regime di Gheddafi, il Libano e l'Iran hanno fatto appello ai ribelli libici per indagare sulla sorte di Musa Sadr.
L'analista politica Roula Talj ha detto che il figlio di Gheddafi, Saif al-Islam Gheddafi, le ha detto che Sadr e i suoi aiutanti, Mohammed Yaqoub e Abbas Bader el-Dine, non hanno mai lasciato la Libia. Secondo un rappresentante del Consiglio nazionale di transizione della Libia al Cairo, Gheddafi ha ucciso Sadr dopo discussioni sulle credenze sciite. Sadr lo accusò di non essere a conoscenza degli insegnamenti islamici e dei rami islamici degli sciiti e dei sunniti. Secondo altre fonti, Gheddafi fece assassinare Sadr e i suoi compagni su richiesta del leader palestinese Yasser Arafat. All'epoca, gli sciiti e i palestinesi erano coinvolti in scontri armati nel sud del Libano. Altre fonti sostengono che Gheddafi eliminò Sadr su richiesta dell'ayatollah Ruhollah Khomeini, che considerava Sadr come un potenziale rivale. Gheddafi in seguito sostenne Khomeini nella guerra Iran-Iraq. 
Secondo un ex membro dell'intelligence libica, Sadr fu picchiato a morte per aver osato sfidare Gheddafi a casa sua su questioni di teologia. In un'intervista ad Al Aan TV, Ahmed Ramadan, una figura influente del regime di Gheddafi e testimone oculare dell'incontro tra Sadr e Gheddafi, dichiarò che l'incontro era durato due ore e mezza e si era concluso con Gheddafi che aveva detto "prendetelo". Ramadan fece anche i nomi dei tre funzionari che riteneva responsabili della morte di Sadr. 
Nel 2011, Abdel Monem al-Houni ha affermato che il corpo di Sadr è stato inviato a Sabha con il jet privato di Gheddafi e sepolto lì. L'aereo era pilotato dal cugino di Houni, Najieddine Yazigi, che fu poi assassinato per preservare il segreto. 
Nel 2021, Muqtada al-Sadr, cugino di Musa Sadr e leader del Movimento sadrista in Iraq, ha annunciato che era stata formata una commissione per indagare sul destino di Musa Sadr.